# Will Eisner
William Erwin Eisner, detto Will (New York, 6 marzo 1917 – Lauderdale Lakes, 3 gennaio 2005), è stato un fumettista statunitense.
Considerato uno dei più importanti fumettisti di tutti i tempi, è un punto di riferimento per gran parte degli autori contemporanei.
Eisner, come altri grandi maestri del fumetto mondiale, mentre era ancora vivo si è visto intitolare un premio, l'Eisner Award, che è uno dei più importanti e prestigiosi per quanto riguarda il fumetto americano.

## Biografia
Will Eisner nasce nel quartiere newyorkese di Brooklyn da una famiglia di immigrati ebrei. Come racconterà in Verso la tempesta, il padre, austriaco, è un pittore (negli Stati Uniti inizia un lavoro da scenografo per un teatro della sua comunità Yiddish) e trasmetterà al figlio Will la passione per l'illustrazione. La madre, invece, originaria della Romania, rappresenta, sempre nella descrizione di Eisner nella succitata opera, l'ancora con la realtà e con tutto ciò che di semplice c'è nella vita.

### La Eisner-Iger
Il suo esordio nel mondo dei fumetti è datato 1936: in quel periodo inizia faticosamente ad entrare nel mondo degli albi a fumetti, che stanno muovendo i primi passi. I primi personaggi di successo, come Popeye, Arcibaldo e Petronilla, Topolino e Paperino, erano soprattutto distribuiti come strisce quotidiane e tavole domenicali nei quotidiani. L'avventura di Eisner, però, inizia insieme a Jerry Iger, editore di Wow! What a Magazine e subito dopo (1937) fondatore e gestore, insieme a Eisner stesso, dello studio Eisner-Iger, Ltd.
Proprio grazie a questa piccola società di produzione (realizzavano fumetti per gli editori che volevano affrontare questo nuovo mercato), ebbe l'occasione di collaborare con Bob Kane, il futuro creatore di Batman e iniziò a lavorare a fumetti di vario genere (come ad esempio il piratesco Hawk of the Seas), spesso realizzati firmandosi con nomi differenti e dapprima pubblicati come daily strip (strisce a fumetti giornaliere). Successivamente, anche a causa della crisi del mercato delle riviste pulp, la Eisner-Iger, Ltd. iniziò, come detto, a produrre per i comic book per conto di altri.
Il lavoro aumenta e quindi Eisner ha la possibilità di lavorare e collaborare con altri artisti che fecero la storia di questi tempi pionieristici: autori come Lou Fine, Audrey Blum Blossert, George Tuska, Jack Kirby, Bob Powell, Everett Arnold. In quegli stessi anni si ponevano le basi per la nascita della DC Comics, uno degli editori più importanti del mondo, nonché l'editore delle opere mature di Eisner: da un lato la coppia Donenfeld-Liebowitz, con la pubblicazione di Detective Comics, dall'altro Malcom Wheeler-Nicholson con Adventure Comics, che aveva alle sue dipendenze due giovani promettenti come Jerry Siegel e Joe Shuster. Alla fine Donenfeld e Liebowitz rilevarono l'azienda e le testate di Wheeler-Nicholson, dando così il via ufficiale alla cosiddetta Golden Age.

### The Spirit

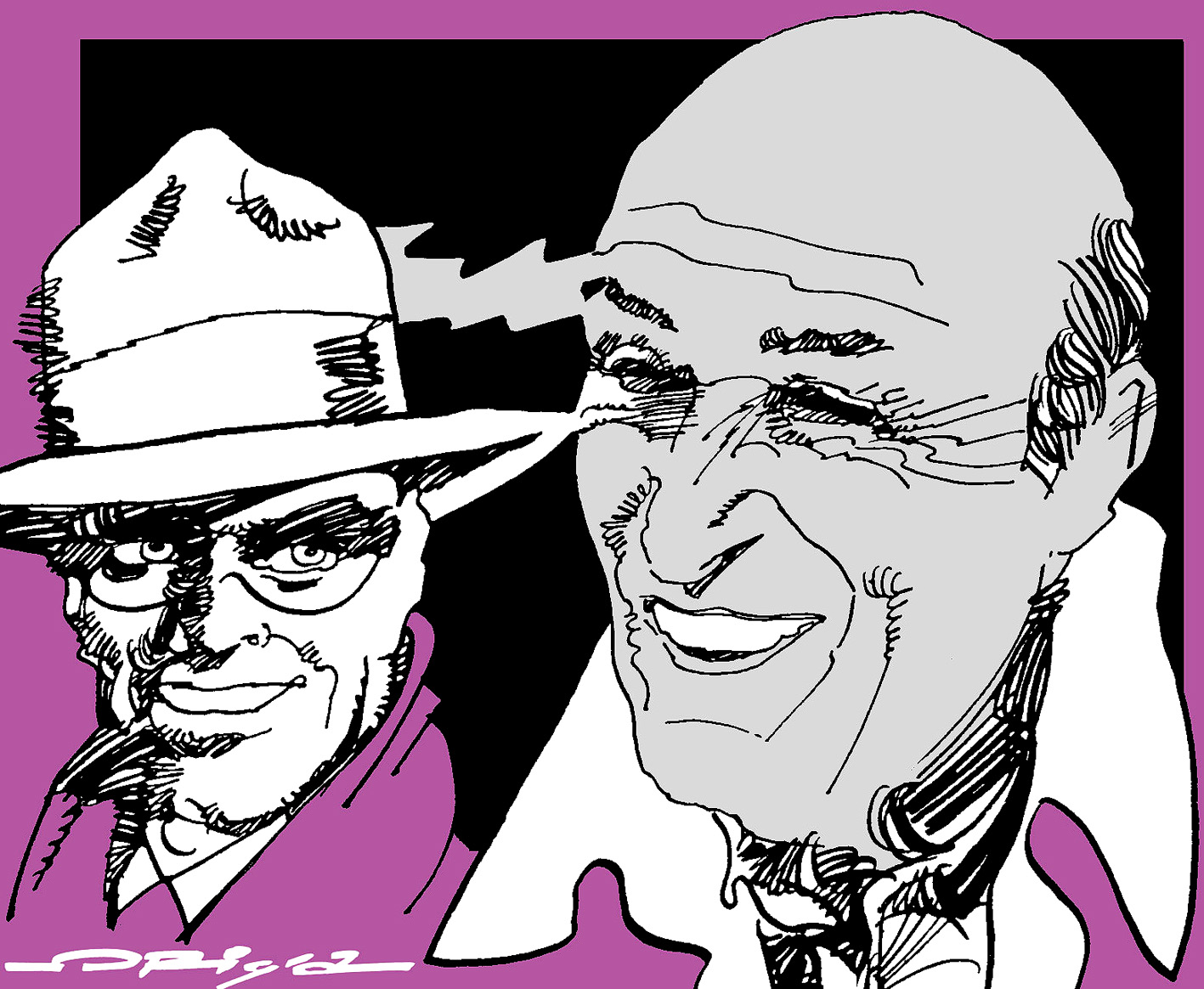
Spirit & Will Eisner in un ritratto di Graziano Origa

Eisner, però, era uno spirito libero e indipendente. Fattosi le sue esperienze con la Eisner-Iger Ltd., decide di mettersi in proprio e sfidare il mercato con una sua creazione, della quale aveva tutta l'intenzione di mantenere i diritti: nasce così Spirit, un detective mascherato che cerca di mantenere l'ordine e la giustizia, pubblicato dal 1940 fino al 1952 e ristampato più volte e tradotto in tutto il mondo.
Con The Spirit, Eisner inizia a realizzare fumetti rivolti principalmente agli adulti (egli stesso, come ebbe modo più volte di dire, si rendeva conto che stava contribuendo a costruire «qualcosa di più di un semplice passatempo per bambini»), sperimentando nuovi modi di narrare una storia inventata che influenzarono non solo i suoi colleghi (non ultimo Alan Moore con il suo Greyshirt, dichiarato omaggio a Spirit, senza dimenticare Frank Miller, Art Spiegelman o i fratelli Hernandez), ma anche grandissimi registi come Orson Welles e William Friedkin, che proprio grazie allo Spirit di Eisner deve uno dei cinque Oscar vinti con Il braccio violento della legge.
Il detective mascherato apparve quindi sui supplementi domenicali a colori dei quotidiani statunitensi: in appena sette pagine Eisner era in grado di concentrare un'intera avventura autoconclusiva, nella quale introduceva non solo le atmosfere tipiche dei thriller o del noir, ma mescolandovi anche l'umorismo e l'ironia, il dramma e i lutti della vita di ogni giorno. Ogni storia aveva un logo differente (scelta successivamente adottata da Warren Ellis per Planetary), era caratterizzata da un taglio altamente cinematografico e poteva anche succedere di leggere storie di Spirit senza che il protagonista vi comparisse mai (come succedeva, ad esempio, al Ken Parker di Giancarlo Berardi e Ivo Milazzo).
Nel 1952 Eisner decide di dedicarsi al suo studio editoriale, quando ritiene ormai che il suo personaggio abbia concluso il suo percorso narrativo, per realizzare libri sul fumetto e storie a fumetti di genere didattico. Nonostante il limbo in cui si autorinchiude, Eisner e Spirit ne escono quando, nel 1965, Jules Feiffer, suo vecchio assistente, inserisce il suo detective in maschera tra i più grandi eroi dei fumetti: dall'anno successivo iniziano una lunga serie di ristampe che permettono di leggere le sue avventure fino alla morte dell'autore, che sporadicamente continua a realizzare alcune storie, l'ultima pubblicata postuma.

### Il ritorno all'attività: i graphic novel
Eisner ritorna a realizzare fumetti nel 1972. La sua nuova produzione, quella più coraggiosa e genuina, parte, però, nel 1978, per la Baronet Press, quando Eisner, rinnovando il suo stile, inaugura un nuovo modo di concepire il fumetto, più autoriale e vicino ai contenuti. Con la pubblicazione di Contratto con Dio parte, ufficialmente, il moderno romanzo a fumetti, il graphic novel, nonostante la sua invenzione non sia attribuibile direttamente a Eisner, che è comunque considerato il suo principale diffusore.
Altri suoi lavori sono Vita su un altro pianeta, La forza della vita, New York - The Big City e i saggi Fumetto & Arte sequenziale e Graphic Storytelling - Raccontare a Fumetti (Vittorio Pavesio Productions).

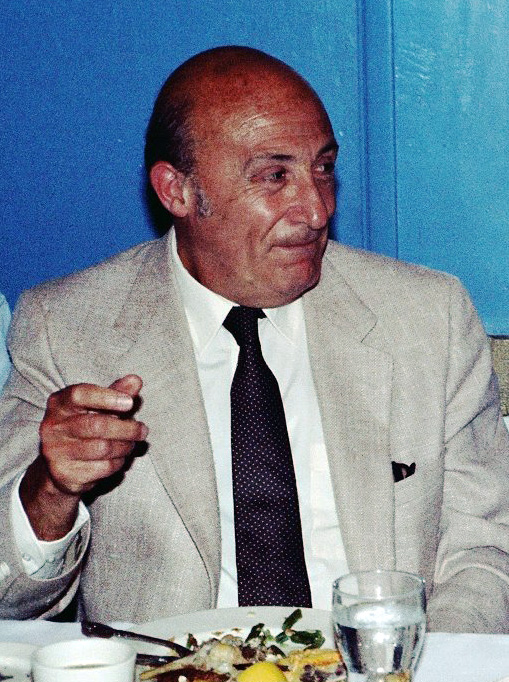
Will Eisner negli anni ottanta

Nel 1998 accetta di fare un tour per alcune città italiane, invitato da Punto Zero, editore bolognese che l'anno prima ha ripreso a pubblicare i suoi romanzi: Pisa, Lucca, Torino, Cremona, Bologna, Venezia. Circondato dall'affetto degli appassionati, ebbe modo di stupirsi di fronte all'arte di un liutaio allorquando visitò il Centro Fumetto Andrea Pazienza a Cremona, mentre conobbe in prima persona Vittorio Giardino in occasione della sua visita all'Accademia delle Belle Arti di Bologna, quando i docenti dell'accademia si avvicinarono a lui per chiedere un autografo sulla loro copia di Comics&Sequential Art o su una delle innumerevoli edizioni di Spirit, o anche solo per scambiare qualche parola con il Maestro.
Nel 2000 la DC Comics inizia la ristampa integrale di The Spirit e dell'intero corpus dei suoi romanzi (la Eisner Library): la ristampa delle storie di Spirit è, in Italia, in corso di pubblicazione ad opera della Kappa Edizioni, che cura anche l'edizione italiana dei suoi graphic novel, dopo aver preso il testimone dalla Punto Zero. Quasi completando un percorso che lo ha spinto tra le leggende, i miti e le grandi storie della letteratura mondiale, ha concluso Sundiata - A Legend of Africa, adattamento a fumetti di un classico dell'epica Mali, che segue a L'ultimo cavaliere, adattamento del Don Chisciotte di Cervantes e gli inediti (in Italia) Moby Dick e Princess and the Frog.
Nel 2002 la Federazione Nazionale per la Cultura Ebraica degli Stati Uniti, gli conferisce il Lifetime Achievement Award, per la sua fulgida carriera.
Nel 2004, in occasione dei cinquanta anni di Moore, realizza, per il libro-omaggio Ritratto di uno straordinario gentleman, una pin-up con Spirit che augura buon compleanno al "mago di Northampton".
Considerato uno dei maggiori autori di fumetti di tutti i tempi, sul finire del 2004 subisce un delicato intervento al cuore (quadruplice bypass), che, nonostante un iniziale ottimismo, ha portato ad un'improvvisa complicazione, che lo ha condotto alla morte.
Il mese prima di morire consegna al suo editore il suo ultimo graphic novel, Il complotto, che analizza il falso storico de i protocolli dei savi di Sion sin dalla loro origine.
Nel luglio 2013 è uscito in libreria un graphic novel intitolato "Will Eisner: una vita per il fumetto", che ripercorre sotto forma di fumetto l'intensa vita dell'uomo.

## Premi e riconoscimenti
- Nel 1975 vince il Grand Prix de la ville d'Angoulême.[2]
- Nel 1986 ottiene il Premio Yellow Kid "una vita per il cartooning" al Salone Internazionale dei Comics di Lucca.
- Nel 1996 riceve il Premio Yellow Kid al Salone Internazionale dei Comics di Roma.

## Opere
Non vengono riportate le opere complete dell'autore, ma soltanto quelle che sono state pubblicate in italiano.

### Fumetti
- Gli Archivi di Spirit#1 2003, Kappa Edizioni
- Gli Archivi di Spirit#2, 2003 Kappa Edizioni
- Gli Archivi di Spirit#3, 2003, Kappa Edizioni
- Gli Archivi di Spirit#4, 2004, Kappa Edizioni
- Gli Archivi di Spirit#5, 2004, Kappa Edizioni
- Gli Archivi di Spirit#6, 2005, Kappa Edizioni
- Gli Archivi di Spirit#7, 2006, Kappa Edizioni
- Gli Archivi di Spirit#13, 2006, Kappa Edizioni
- Gli Archivi di Spirit#14, 2007, Kappa Edizioni
- Gli Archivi di Spirit#15, 2008, Kappa Edizioni
- Spirit. Il giorno dei morti, 2008, Panini Comics
- The Spirit, 2008, Bur
- Gli Archivi di Spirit#8, 2009, Kappa Edizioni
- The Best of Spirit, 2009, Kappa Edizioni

### Graphic novel
- Contratto con Dio e altre storie (A Contract with God, 1978) (L'Oasi Editoriale, 1985 col titolo Bronx 1930, PuntoZero, 2001 - Fandango, 2010 - Rizzoli Lizard, 2017)
- Vita su un altro pianeta (Life on Another Planet, 1983) (Kappa, 2004)
- Tramonto a Sunshine City (A Sunset in Sunshine City, 1985) (Einaudi, 2009)
- Il sognatore (The Dreamer, 1986) (Kappa, 2002 - Einaudi, 2009)
- New York (New York: The Big City, 1986) (Einaudi, 2008)
- Il palazzo (The Building, 1987) (PuntoZero, 2000 - Einaudi, 2008)
- La forza della vita (A Life Force, 1988) (Glénat Italia, 1990 - Kappa, 2003 - Fandango, 2010)
- City People Notebook (City People Notebook, 1989) (Einaudi, 2008)
- Verso la tempesta (To the Heart of the Storm, 1991) (PuntoZero, 1998 - Fandango, 2009 - Einaudi, 2009)
- Gente invisibile (Invisibile People, 1993) (PuntoZero, 1998 - Einaudi, 2008)
- Dropsie Avenue (Dropsie Avenue, 1995) (PuntoZero, 1999 - Fandango, 2010)
- Affari di famiglia (A Family Matter, 1998) (PuntoZero, 1998 - Fandango, 2011)
- Racconti di guerra (Last Day in Vietnam, 2000) (PuntoZero, 2000 - Kappa, 2009)
- L'ultimo cavaliere (The Last Knight, 2000) (PuntoZero, 1999)
- Piccoli miracoli (Minor Miracles, 2000) (PuntoZero, 2001 - Fandango, 2011)
- Le regole del gioco (The Name of the Game, 2003) (Kappa, 2002 - Einaudi 2009)
- Il complotto: la storia segreta dei Savi di Sion (The Plot: The Secret Story of The Protocols of the Elders of Zion, 2005) (Einaudi, 2005)
- Fagin l'ebreo (Fagin the Jew, 2003) (Fandango, 2008)
- Ultimo giorno in Vietnam (Last day in Vietnam) (001 Edizioni, 29 giugno 2017)

Raccolte:
- Contratto con Dio. La trilogia (The Contract with God Trilogy: Life on Dropsie Avenue, 2005) (Fandango, 2009)
Raccoglie: Contratto con Dio, La forza della vita e Dropsie Avenue.
- New York: la grande città (Will Eisner's New York: Life in the Big City, 2006) (Einaudi, 2008)
Raccoglie: New York, Il palazzo, City People Notebook e Gente invisibile.
- Life, in pictures (Life, in Pictures: Autobiographical Stories, 2007) (Einaudi, 2009)
Raccoglie: Tramonto a Sunshine City, Il sognatore, Verso la tempesta, Le regole del gioco e Il giorno in cui divenni un professionista.

### Varia
- Chiacchiere di bottega: incontri con i maestri del fumetto americano (Will Eisner's Shop Talk, 2001) (Kappa, 2006)
- Eisner/Miller: conversazione sul fumetto (a cura di Charles Brownstein) (Eisner/Miller, 2005) (Kappa, 2005)
- Fumetto & arte sequenziale (Graphic Storytelling and Sequential Art), 2006, Vittorio Pavesio Productions
- Graphic Storytelling. Narrare per immagini, (Graphic Storytelling and Visual Narrative), 2006, Vittorio Pavesio Productions
- L'arte di Will Eisner, vol. n.33 de I Classici del Fumetto di Repubblica, testi di Andrea Plazzi, traduttore ufficiale di Eisner, e di Luca Raffaelli.
- Articoli in occasione del suo compleanno del 2005 (il primo senza di lui), pubblicati su: L'Uomo Ragno nn. 408 e 409, su Vertigo presenta n.43.Opere (fumetti) di Will Eisner in italiano